# Theodor Schmalz
Theodor Anton Heinrich von Schmalz, född 17 februari 1760 i Hannover, död 20 maj 1831, var en tysk jurist.
Schmalz blev 1787 professor i juridik i Rinteln och 1810 den förste rektorn för Berlins universitet. Av hans skrifter märks Berichtigung einer Stelle in der Bredow-venturinischer Chronik für das Jahr 1808 (1815), ett angrepp på tidens liberala strävanden, vilket framkallade livlig harm i hela Tyskland, Das Recht der Natur (sex band, 1795; ny upplaga 1823), Encyklopädie der Kameralwissenschaften (andra upplagan 1819) och Handbuch des kanonischen Rechts (tredje upplagan 1834).